# Jacques Coutrot
Jacques Coutrot (ur. 10 kwietnia 1898 w Paryżu, zm. 17 września 1965 w Mormant) – francuski szermierz, dwukrotny medalista olimpijski i wielokrotny medalista mistrzostw świata.
Na igrzyskach olimpijskich w Paryżu w 1924 roku Francuzi w składzie: Lucien Gaudin, Philippe Cattiau, André Labatut, Roger Ducret, Henri Jobier, Jacques Coutrot, Guy de Luget i Joseph Perotaux zwyciężyli we florecie drużynowym. W rundzie finałowej, w pierwszym pojedynku Francuzi spotkali się z Włochami. W walce Gaudina z Aldo Bonim, przy wyniku 4:4 sędzia przyznał zwycięski punkt Francuzowi co rozwścieczyło Boniego, który obraził sędziego. Sędzia zażądał przeprosin, Boni odmówił, a włoska reprezentacja odśpiewała hymn Włoch i wycofała się z walki na znak protestu. W turnieju indywidualnym był czwarty, wygrywając trzy z pięciu pojedynków rundy finałowej. Brał też udział w igrzyskach olimpijskich w Berlinie w 1936 roku, gdzie wspólnie z André Gardère, Edwardem Gardère, René Lemoine, René Bondoux i René Bougnolem był drugi we florecie drużynowym. W turnieju indywidualnym tym razem nie startował.
Podczas mistrzostw świata w Liège w 1930 roku (oficjalnie zawody tego cyklu rozgrywane są pod tą nazwą dopiero od 1937) wywalczył srebrny medal we florecie drużynowym. Na rozgrywanych rok później mistrzostwach świata w Wiedniu był drugi w szpadzie drużynowej. W tej samej konkurencji zdobywał następnie kolejne srebrne medale na mistrzostwach świata w Budapeszcie (1933) i mistrzostwach świata w Paryżu (1937) oraz złoty na mistrzostwach świata w Sztokholmie (1951). Na MŚ 1937 zdobył również srebrny medal w szpadzie indywidualnej, przegrywając tylko z rodakiem, Bernardem Schmetzem.
Dwukrotnie odznaczony Krzyżem Wojennym: za udział w I wojnie światowej i II wojnie światowej. Był też kawalerem Legii Honorowej.
W latach 1949–1952 był prezydentem Międzynarodowej Federacji Szermierczej.